# Valeriu Ioan-Franc
Valeriu Ioan-Franc (n. 21 mai 1949) este un economist român, membru corespondent al Academiei.